# 约翰·阿尔布雷希特 (梅克伦堡-什未林)
约翰·阿尔布雷希特·恩斯特·康斯坦丁·弗里德里希·海因里希（Johann Albrecht Ernst Konstantin Friedrich Heinrich，1857年12月8日—1920年2月16日），梅克伦堡-什未林公爵，先后任梅克伦堡-什未林大公国摄政和不伦瑞克公國摄政。

## 生平
约翰·阿尔布雷希特是梅克伦堡-施威林大公腓特烈·法蘭茲二世与第一任妻子罗伊斯-施莱茨-科斯特里茨的奥古斯苔的第五的孩子和第四个儿子，1857年12月8日生于大公国首都什未林。大公腓特烈·法蘭茲三世的弟弟。年轻时曾在德累斯顿和波恩学习法律和哲学。
约翰·阿尔布雷希特青年时对德國殖民地有着浓厚的兴趣，曾游历非洲和亚洲。1895年，他被选为德國殖民地公司的总裁，直到1920年去世。在其间主持召开了三届殖民地代表大会。
他的长兄腓特烈·法蘭茲三世大公于1897年4月10日去世，其15岁的儿子腓特烈·法蘭茲四世成为梅克伦堡-施威林大公。由于年幼，由约翰·阿尔布雷希特摄政，直到1901年4月9日，腓特烈·法蘭茲四世亲政。
1901年，他的大公侄儿任命其为梅克伦堡大公国第14猎兵大队统帅；同年罗斯托克大学授予其全部四个学部的荣誉博士学位。
1906年9月13日，不伦瑞克摄政阿爾布雷希特去世。约翰·阿尔布雷希特于1907年4月28日被皇帝任命为不伦瑞克公国帝国摄政。直到1913年11月汉诺威的恩斯特·奥古斯特王子成为不伦瑞克公爵。
一战期间的1917年夏，约翰·阿尔布雷希特公爵成为德意志祖国党的荣誉主席。
约翰·阿尔布雷希特1920年2月16日在他在吕布施托尔夫（Lübstorf）修建的威利格莱德城堡去世，终年62岁。死因据称是对一战失败的失望。遗体安葬在巴德·多贝兰的教堂内。

## 婚姻
约翰·阿尔布雷希特结婚两次，没有子嗣。1886年11月6日在魏玛与萨克森-魏玛-艾森纳赫的伊丽莎白·西比尔·玛利亚·朵萝泰娅·安娜·阿玛丽埃·路易丝公主（Elisabeth Sibylle Maria Dorothea Anna Amalie Luise，1854年2月28日—1908年7月10日）结婚，伊丽莎白公主是萨克森-魏玛-艾森纳赫大公卡尔·亚历山大与荷兰的索菲公主的第三女。伊丽莎白去世后，约翰·阿尔布雷希特于1909年12月15日在不伦瑞克与施托尔贝格-罗斯拉的伊丽莎白（Elisabeth zu Stolberg-Roßla，1885年6月23日—1969年10月16日）结婚，伊丽莎白是施托尔贝格-罗斯拉亲王波托与第一任妻子阿妮姆女伯爵玛丽的第三女。